# トルブチェフスク公国
トルブチェフスク公国（ロシア語: Трубчевское княжество）は、1164年にトルブチェフスクを首都として成立した公国である。成立時はノヴゴロド・セヴェルスキー公国の分領公国であり、のちにリトアニア大公国支配下においても公国を成した。公国は中途の断絶を経つつも、1566年まで存続した。
トルブチェフスク公国はチェルニゴフ公スヴャトスラフの子孫のヴォチナ(ru)（世襲領）であり、最初のクニャージ（公）としては、『イーゴリ遠征物語』に登場するフセヴォロドが挙げられる。フセヴォロドの死後、その子スヴャトスラフが後を継いだが、スヴャトスラフ、またフセヴォロドの他の子（アンドレイ、イーゴリ、ミハイル）に関する残された記録は乏しい。1223年のカルカ河畔の戦いにトルブチェフスク公（名は明記されていない）が参加したという記述があり、おそらく、スヴャトスラフがこの戦いにトルブチェフスク軍を率いて参戦したと考えられる。1240年のモンゴルのルーシ侵攻においてトルブチェフスク公国は破壊され、この時のトルブチェフスク公アンドレイ（スヴャトスラフの子）はおそらく戦死したと考えられる。トルブチェフスク公国はアンドレイの子ミハイル（13世紀末に没）へ、さらに子孫へと受け継がれた。ただし、これらリューリク朝出身の歴代トルブチェフスク公に関する史料は非常に少ない。また、トルブチェフスク公国自体も、後にブリャンスク公国に吸収されて一時断絶した。
その後、1356年にブリャンスク公国がリトアニア大公国に従属すると、ゲディミナス朝のドミトリユスがトルブチェフスク公となり、その子孫らにトルブチェフスク公国は分割相続された。ドミトリユスの子Mykolas(pl)は、リトアニア・ロシアの貴族トルベツコイ家(ru)の始祖でもある。1566年、リヴォニア戦争の過程において、トルブチェフスク公国はロシア・ツァーリ国に占領され、ロシアに組み込まれることとなった。トルブチェフスク公ミハイル、セミョーンは、その領地を没収され、トルブチェフスク公国は消滅した。
その後のトルブチェフスク公国領域は、17世紀初頭のロシア・ポーランド戦争においてポーランド・リトアニア共和国領となるが、1654年に再びロシア領となった。トルブチェフスクを再征服したのは、トルベツコイ家出身の軍司令官アレクセイ(ru)であった。